# Leonhard Treichl
Leonhard Treichl (* 1. Jänner 1932 in Vandans; † 31. August 1999 in Bregenz) war ein österreichischer Politiker (SPÖ) und Arbeiterkammersekretär. Er war von 1971 bis 1983 Abgeordneter zum Nationalrat.

## Leben
Treichl besuchte nach der Volksschule ein Realgymnasium und wechselte danach an eine Handelsschule. Er war beruflich als Lohnbuchhalter beschäftigt und war von 1955 bis 1958 Sekretär der Gewerkschaft der Bau- und Holzarbeiter. 

## Politik
Treichl wurde 1958 Sekretär der Arbeiterkammer Vorarlberg und besuchte die Sozialakademie der Arbeiterkammer in Wien.
Lokalpolitisch engagierte sich Treichl von 1955 bis 1959 als Ortsparteiobmann der SPÖ-Dalaas, 1965 wurde er Stadtvertreter in Bregenz.
Er fungierte zudem ab 1968 als Präsident des ARBÖ Vorarlberg und war Mitglied des ARBÖ-Bundesvorstandes.
Nach seiner Angelobung als Nationalratsabgeordneter am 4. November 1971 wurde er 1972 zudem Mitglied des SPÖ-Landesparteivorstandes.
Treichl vertrat die SPÖ bis zum 2. Februar 1983 im Nationalrat.